# Am šalem
Am šalem (hebrejsky: עם שלם, doslova Celý národ) je izraelská politická strana založená roku 2011.

## Okolnosti vzniku a ideologie strany
Strana byla založena v dubnu roku 2011 tedy během funkčního období osmnáctého Knesetu zvoleného ve volbách roku 2009, kdy se poslanec Emil Amsalem odtrhl od své dosavadní strany Šas. Nová politická formace, kterou založil, měla být určena pro ultraortodoxní i ortodoxní i sekulární Židy. Má podporovat zapojení ultraortodoxních Židů do pracovního procesu a usnadnění konverzí k judaismu. Emil Amsalem nevyloučil, že strana bude kandidovat v příštích volbách do Knesetu. Předsedou hnutí Am šalem je Moše Carfati. Strana kandidovala v předčasných parlamentních volbách v roce 2013, avšak se ziskem 1,2 % hlasů se jí nepodařilo překročit 2% volební práh.